# Judikative

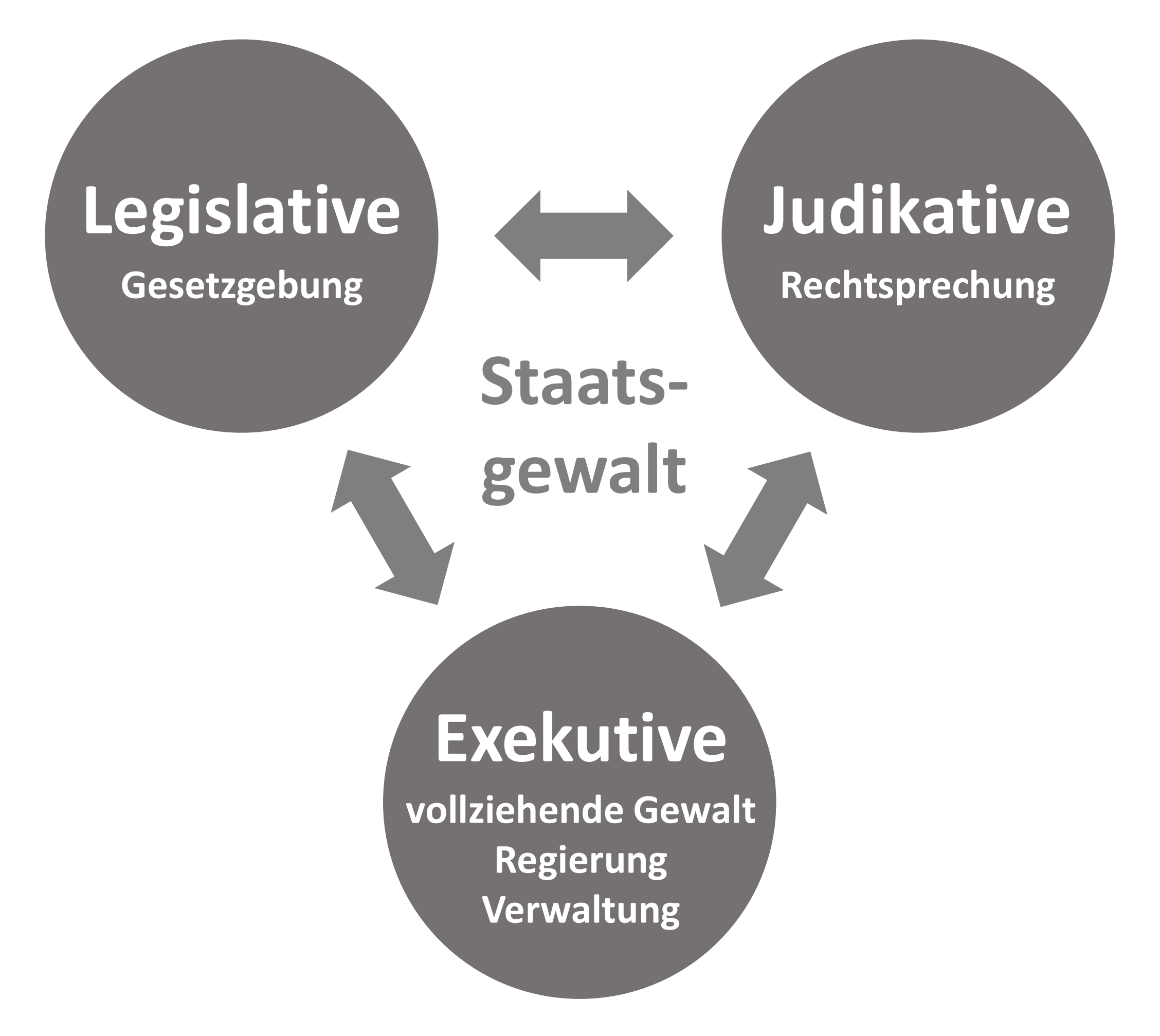
Judikative in der Gewaltenteilung zur Machtbegrenzung, durch Verteilung der Staatsgewalt auf getrennte Hoheitsbereiche.

Der Rechtsbegriff der Judikative (lateinisch iudicare ‚Recht sprechen‘; auch Jurisdiktion genannt) bezeichnet die „richterliche Gewalt“ im Staat, ausgehend von der klassischen dreigliedrigen Gewaltenteilung in Legislative (Parlament als gesetzgebende Gewalt), Exekutive (Regierung und Verwaltung als vollziehende Gewalt) und rechtsprechende Gewalt.

## Definition
In Rechtsstaaten wird die Judikative durch unabhängige Richter ausgeübt. Die Rechtsprechung ist an Gesetz und Recht gebunden. Die Unabhängigkeit der Justiz ist teilweise positivrechtlich verankert (so zum Beispiel für die schweizerische Militärjustiz in dem Artikel 1 des Militärstrafprozesses).
Der Begriff Judikative ist nicht identisch mit den Begriffen Gerichtsbarkeit, Justiz oder Rechtspflege, die staatsrechtlich betrachtet zum Teil auch der vollziehenden Gewalt (Exekutive) zuzuordnen sind.
Nach dem Bundesverfassungsgericht (BVerfG) ist die rechtsprechende Gewalt im Sinne des Art. 92 Grundgesetz (GG) nicht in einem formellen, sondern in einem materiellen Sinn zu verstehen.
Sinn und Zweck des Art. 92 GG sei es, „eine besondere Eigenständigkeit und Unabhängigkeit der Willensbildung im System der Gewaltenteilung [zu] gewährleisten.“ Rechtsprechende Gewalt liege daher nicht schon dann vor, „wenn ein staatliches Gremium mit unabhängigen Richtern im Sinne der Art. 92 ff. GG besetzt“ sei.
Rechtsprechung in funktioneller Hinsicht liege vor, wenn der Gesetzgeber ein gerichtsförmiges Verfahren hoheitlicher Streitbeilegung vorsehe und den dort zu treffenden Entscheidungen eine Rechtswirkung verleihe, die nur unabhängige Gerichte herbeiführen könnten. Wesentliche Merkmale der Rechtsprechung (Judikatur) seien „das Element der Entscheidung, der letztverbindlichen, der Rechtskraft fähigen Feststellung und des Ausspruchs dessen, was im konkreten Fall rechtens ist.“ „Kennzeichen rechtsprechender Tätigkeit ist daher typischerweise die letztverbindliche Klärung der Rechtslage in einem Streitfall im Rahmen besonders geregelter Verfahren.“

## Die rechtsprechende Gewalt in Deutschland
Nach Art. 92 GG gilt: „Die rechtsprechende Gewalt ist den Richtern anvertraut; sie wird durch das Bundesverfassungsgericht, durch die in diesem Grundgesetze vorgesehenen Bundesgerichte und durch die Gerichte der Länder ausgeübt.“
Der erste Halbsatz des Art. 92 GG bedeutet einen Gerichtsvorbehalt: „Der Gesetzgeber, auch der Landesgesetzgeber, darf deshalb eine Angelegenheit, die Rechtsprechung im Sinne von Art. 92 erster Halbsatz GG ist, nicht anderen Stellen als Gerichten zuweisen.“
Die Staatsanwaltschaft in Deutschland hingegen ist als dortige Besonderheit sowohl Teil der Exekutive als auch dieser weisungsabhängig unterworfen.